# کشاورز مدرن
کشاورز مدرن (کره‌ای: 모던파머; لاتین‌نویسی اصلاح‌شده: Modeonpameo) یک مجموعهٔ تلویزیونی کره جنوبی سال ۲۰۱۴ با بازی لی هونگ-کی، پارک مین وو، لی شی اون، کواک دونگ-یون و لی هانی است. این مجموعه از ۱۸ اکتبر تا ۲۱ دسامبر ۲۰۱۴، روزهای شنبه و یکشنبه ساعت ۲۰:۴۵ (کی‌اس‌تی) از اس‌بی‌اس برای ۲۰ قسمت پخش شد.